# HIS (音楽ユニット)
HIS（ヒズ、エイチ・アイ・エス）は、細野晴臣、忌野清志郎、坂本冬美の3名で構成された音楽ユニット。

## メンバー
| 名前                               | 生年月日                              | 担当                                 |
| ---------------------------------- | ------------------------------------- | ------------------------------------ |
| 細野晴臣 （ほその はるおみ）       | 1947年7月9日（77歳）                  | プロデューサー ベース シンセサイザー |
| 忌野清志郎 （いまわの きよしろう） | 1951年4月2日 - 2009年5月2日（58歳没） | ギター ボーカル                      |
| 坂本冬美 （さかもと ふゆみ）       | 1967年3月30日（57歳）                 | ボーカル                             |

## 概要
1990年、東芝EMIの創立30周年記念イベント「ロックの生まれた日」で忌野と坂本が三宅伸治と3人でSMIを名乗り、小林和生がウッドベース、ケニー・モズレーがパーカッションとして参加した。その後、細野をプロデューサー兼メンバーとして迎えHISが誕生した。なお、忌野と細野は、1990年2月のローリング・ストーンズ日本公演の楽屋で出会うまで殆んど会ったことがなかったという。
HISという名称は各人の頭文字を取ったものである。また、衣装は主に学生服、セーラー服を着用した。
1991年、アルバム『日本の人』発表。「ロックが生まれた日」では演奏した7曲全てがカバー曲だったが、アルバムではカバー曲を14曲中5曲に留め、後はオリジナル曲となった。タイトル曲「日本の人」は、細野の楽曲「中国の人」（1985年、細野のアルバム『コインシデンタル・ミュージック』収録）に忌野が新たに詞をつけ生まれ変わった曲。また同曲は、国立劇場企画公演『現代民族音楽2 沖縄の旋律』（1992年、音楽監督 細野晴臣）にて、上野耕路のアレンジで『沖縄の人（中国の人、日本の人）』という曲としても演奏されている。
収録曲「恋人はいない」は坂本のソロアルバムに別ヴァージョンにて収められている。
アルバム1枚発表後、表立った活動は行われなかったが、2005年に14年振りに3人で曲を制作、坂本名義のシングル『Oh, My Love ～ラジオから愛のうた～』としてリリースされた。翌2006年2月の忌野のライブ「新ナニワ・サリバン・ショー」、および同年3月16日にNHK総合で放映された「音楽・夢くらぶ」にHIS名義で出演、演奏を行っている。

## ディスコグラフィ

### シングル
| #                  | 発売日             | タイトル           | B面                          | 規格               | 規格品番           |
| 東芝EMI／EASTWORLD | 東芝EMI／EASTWORLD | 東芝EMI／EASTWORLD | 東芝EMI／EASTWORLD           | 東芝EMI／EASTWORLD | 東芝EMI／EASTWORLD |
| ------------------ | ------------------ | ------------------ | ---------------------------- | ------------------ | ------------------ |
| 1st                | 1991年6月28日      | 夜空の誓い         | 恋人はいない                 | 8cmCD              | TODT-2680          |
| 2nd                | 1991年11月27日     | 日本の人           | スキー・スキー（スキーなの） | 8cmCD              | TODT-2765          |

### アルバム
| #                  | 発売日             | タイトル           | 規格               | 規格品番           | 備考                                    |
| 東芝EMI／EASTWORLD | 東芝EMI／EASTWORLD | 東芝EMI／EASTWORLD | 東芝EMI／EASTWORLD | 東芝EMI／EASTWORLD | 東芝EMI／EASTWORLD                      |
| ------------------ | ------------------ | ------------------ | ------------------ | ------------------ | --------------------------------------- |
| 1st                | 1991年7月19日      | 日本の人           | CD                 | TOCT-6195          |                                         |
| 1st                | 2006年1月25日      | 日本の人           | CD                 | TOCT-11103         | 24ビット・デジタル・リマスタリング      |
| 1st                | 2016年12月14日     | 日本の人           | SHM-CD             | UPCY-7197          | ユニバーサルミュージック から再々発売。 |
| 1st                | 2016年12月14日     | 日本の人           | LP                 | UPJY-9064          | ユニバーサルミュージック から再々発売。 |

### タイアップ
| 曲名       | タイアップ                                     | 収録作品               |
| ---------- | ---------------------------------------------- | ---------------------- |
| 夜空の誓い | パルコ CMソング                                | シングル「夜空の誓い」 |
| 日本の人   | MBS系『ご存知!平成一番人気』エンディングテーマ | シングル「日本の人」   |
| 日本の人   | TBS系『筑紫哲也 NEWS23』エンディングテーマ     | シングル「日本の人」   |

### その他
- 「Oh, My Love ～ラジオから愛のうた～」（坂本冬美、2005年7月27日）

NHKラジオ第1放送『旅するラジオ こんにちは!80ちゃんです』テーマ曲。カップリング曲「幸せハッピー」とも作詞・忌野、作曲・細野だが、坂本名義。この2曲は2016年12月に再々発売された『日本の人』SHM-CD版にボーナストラックとして収録されている。